# فدوى القلال
فدوى القلال (بالإنجليزية: Fadwa El Gallal)‏ هي مذيعة أخبار وصحفية ليبية في قناة العربية. ولدت في بوسطن، الولايات المتحدة وتعود أصولها من مدينة بنغازي، عاشت في مصر حيث درست ف مدرسة الألسن و درست في الجامعة الأمريكية في القاهرة، عملت في قناة الآن من 2013 لعام 2014 قبل الانتقال عام 2016 للعمل في العربية. انتقلت عام 2018 إلى قناة الحرة.

## عائلتها
فدوى القلال هي ابنة صلاح القلال وفدوى بويصير (ابنة صالح بويصير، وزير الخارجية السابق) وحفيدة لمعان كويري من أم تركية.